# П'ять економічних тестів
П’ять економічних тестів були критеріями, визначеними Казначейством Сполученого Королівства під керівництвом Гордона Брауна, які мали використовуватися для оцінки готовності Сполученого Королівства приєднатися до Економічного та валютного союзу Європейського Союзу (ЄВС) і прийняти євро як свою офіційну валюту. У принципі, ці випробування відрізнялися від будь-якого політичного рішення про приєднання.
П’ять тестів були такими:
1. Чи бізнес-цикли та економічні структури сумісні, щоб ми та інші могли комфортно жити з відсотковими ставками в євро на постійній основі?
2. Якщо виникають проблеми, чи є достатньо гнучкості для їх вирішення?
3. Чи створить приєднання до ЄВС кращі умови для компаній, які приймають довгострокові рішення щодо інвестування в Британію?
4. Який вплив матиме вступ до ЄВС на конкурентну позицію індустрії фінансових послуг Сполученого Королівства, зокрема оптових ринків міста?
5. Підсумовуючи, чи сприятиме приєднання до ЄВС вищому зростанню, стабільності та тривалому збільшенню робочих місць?

Окрім цих самовстановлених критеріїв, Сполучене Королівство також повинно було відповідати критеріям економічної конвергенції Європейського Союзу («маастрихтським критеріям»), перш ніж отримати дозвіл на прийняття євро. Одним з критеріїв є дворічне членство в ERM II, членом якого Сполучене Королівство ніколи не було. Відповідно до Маастрихтської угоди Сполучене Королівство не було зобов'язане приймати євро.
Коли на загальних виборах у Сполученому Королівстві 2010 року уряд Брауна був усунутий, ці тести перестали бути політикою уряду.

## Історія тестів
П’ять тестів були розроблені в 1997 році, незабаром після того, як Лейбористська партія замінила консерваторів в уряді, колишнім канцлером Гордоном Брауном і його тодішнім спеціальним радником Едом Боллом. Популярна історія про обставини проведення тестів Брауном і Боллом, яка згодом була дискредитована, полягає в тому, що це відбулося в салоні таксі, коли Браун був у Сполучених Штатах. Незважаючи на цей невизначений родовід, Міжнародний валютний фонд вважав, що вони «загалом відповідають економічним міркуванням, які мають значення для оцінки вступу до валютного союзу».
За оцінку тестів відповідає Королівська Скарбниця. Уперше вона зробила це в жовтні 1997 року, коли було вирішено, що економіка Сполученого Королівства не є ні достатньою мірою зближеною з економікою решти ЄС, ні достатньою гнучкістю, щоб виправдати рекомендацію щодо членства на той момент. Уряд пообіцяв переоцінити тести на початку наступного парламенту (який розпочався в червні 2001 року) і опублікував переглянуту оцінку п’яти тестів у червні 2003 року. Ця оцінка займала близько 250 сторінок і була підкріплена вісімнадцятьма допоміжними дослідженнями на такі теми, як житло, гнучкість ринку праці та монетарні та фіскальні системи єврозони. 
Висновки були загалом подібними; казначейство стверджувало, що:
1. Починаючи з 1997 року було досягнуто значного прогресу в конвергенції, але залишалися деякі значні структурні відмінності, наприклад, на ринку житла.
2. Хоча гнучкість Сполученого Королівства покращилася, вони не могли бути впевнені, що її достатньо.
3. Членство в єврозоні збільшить інвестиції, але лише за умови достатньої конвергенції та гнучкості.
4. Лондонське Сіті, фінансовий центр Сполученого Королівства, виграє від членства в єврозоні.
5. Зростання, стабільність і зайнятість збільшаться в результаті членства в єврозоні, але лише за умови достатньої конвергенції та гнучкості.

На основі цієї оцінки в травні-червні 2003 року уряд виключив членство Сполученого Королівства в єврозоні на час роботи парламенту.  Оскільки лейбористський уряд було переобрано у 2005 році, дебати щодо Європейської конституції та подальшого Лісабонського договору відійшли на другий план, дебати щодо євро. Гордон Браун на своїй першій прес-конференції після того, як змінив Тоні Блера на посаді прем’єр-міністра Сполученого Королівства в 2007 році, виключив членство в осяжному майбутньому, заявивши, що рішення не вступати було правильним для Британії та Європи. Однак наприкінці 2008 року Жозе Мануель Баррозу, президент Європейської комісії, заявив, що лідери Сполученого Королівства серйозно розглядають можливість переходу на новий рівень під час фінансової кризи. Пізніше Браун це спростував.
Однією з основних проблем, які стоять на шляху до монетарного союзу була структурна різниця між ринком житла Сполученого Королівства та багатьох країн континентальної Європи. Незважаючи на те, що рівень власності на житло в Сполученому Королівстві близький до середньоєвропейського, іпотечні кредити зі змінною ставкою є більш поширеними, що робить індекс роздрібних цін у Британії більш залежним від змін процентних ставок.